# تور دي سويس للسيدات 2023
تور دي سويس للسيدات 2023 هو سباق دراجات هوائية من فئة  2.1، وهو الموسم الثالث من تور دي سويس للسيدات ‏، وأقيم خلال الفترة من 17 يونيو 2023، وحتى 20 يونيو 2023، وشارك فيه  112 متسابقاً ووصل إلى نهايته  81 متسابقاً.
فاز بالمركز الأول وفي ترتيب النقاط مارلين رويسر، وفاز بالمركز الثاني، وتصدر تصنيف طواف العالم ديمي فوليرينغ، وفاز بالمركز الثالث إليسا ونغو بورغيني، وفاز في ترتيب الفرق إس دي وركس 2023 ‏، وفاز في تصنيف الجبال Elise Chabbey ‏، وفاز في ترتيب النقاط للشباب Niamh Fisher-Black ‏.

## الفرق
| فرق سيدات عالمية (11)- كانيون–إس آر إيه إم ريسينغ 2023 ‏ - فريق سنويب للسيدات ‏ - بلانتور بورا سيلينج تيم ‏ - فريق كوجياس ميتلر لوك برو للدراجات ‏ - جامبو فيسما للسيدات ‏ - ليف ريسينغ ‏ - موفيستار للسيدات ‏ - Liv AlUla Jayco ‏ - إس دي وركس 2023 ‏ - Lidl–Trek (women's team) ‏ - يو أي أيه تيم 2023 ‏ فرق دراجات قارية سيدات (8)- اركيا للسيدات 2023 ‏ - Born To Win–Zhiraf–G20 ‏ - Cofidis Women Team ‏ - تيم كوب هايتك بوردكتس ‏ - Grand Est-Komugi-La Fabrique‏ - Maxx-Solar Rose Women Racing ‏ - استاد روشليه شارينت ماريتايم 2023 ‏ - دبليو سي سي تيم ‏ |  |
| |  |

## المراحل
| قائمة المراحل | قائمة المراحل | قائمة المراحل                 | قائمة المراحل         | قائمة المراحل | قائمة المراحل        | قائمة المراحل |
| المرحلة       | التاريخ       | الدورة                        |                       | المسافة (كم)  | الفائز بالمرحلة      | القائد العام  |
| ------------- | ------------- | ----------------------------- | --------------------- | ------------- | -------------------- | ------------- |
| المرحلة 1     | 17 يونيو      | فاينفيلدن – فاينفيلدن         | مرحلة مستوية          | 56            | Blanka Vas ‏          | Blanka Vas ‏   |
| المرحلة 2     | 18 يونيو      | سانت غالن – أبتويل (أرجاو)    | مرحلة سباق الزمن فردي | 25٫7          | مارلين رويسر         | مارلين رويسر  |
| المرحلة 3     | 19 يونيو      | سانت غالن – Ebnat-Kappel ‏     | مرحلة التلال          | 120٫8         | Eleonora Gasparrini ‏ | مارلين رويسر  |
| المرحلة 4     | 20 يونيو      | Ebnat-Kappel ‏ – Ebnat-Kappel ‏ | مرحلة جبلية           | 100٫8         | Niamh Fisher-Black ‏  | مارلين رويسر  |

## النتيجة

### مرحلة 1
هي مرحلة مستوية، أقيمت في 17 يونيو 2023، وامتدّت لمسافة 56 كيلومتر. فاز بالمركز الأول، وتصدر ترتيب النقاط وترتيب النقاط للشباب والترتيب العام في نهاية المرحلة Blanka Vas ‏، وتصدر ترتيب التسلق Elise Chabbey ‏، وتصدر ترتيب الفرق إس دي وركس 2023 ‏.
| التصنيف العام | التصنيف العام             | التصنيف العام             | التصنيف العام | التصنيف العام |
| المتسابقة     | المتسابقة                 | الفريق                    | الوقت         |               |
| ------------- | ------------------------- | ------------------------- | ------------- | ------------- |
| 1             | Blanka Vas ‏               | إس دي وركس ‏               | 1 س 23 د 59 ث |               |
| 2             | أرلينيس سيرا              | موفيستار للسيدات ‏         | + 4 ث         |               |
| 3             | Eleonora Gasparrini ‏      | يو أي أيه تيم ‏            | + 6 ث         |               |
| 4             | مارلين رويسر              | إس دي وركس ‏               | + 8 ث         |               |
| 5             | ديمي فوليرينغ             | إس دي وركس ‏               | + 9 ث         |               |
| 6             | إليسا ونغو بورغيني        | Lidl–Trek (women's team) ‏ | + 10 ث        |               |
| 7             | Agnieszka Skalniak-Sójka ‏ | كانيون–إس آر إيه إم ‏      | + 10 ث        |               |
| 8             | Ruby Roseman-Gannon ‏      | Liv AlUla Jayco ‏          | + 10 ث        |               |
| 9             | Katarzyna Niewiadoma      | كانيون–إس آر إيه إم ‏      | + 10 ث        |               |
| 10            | Lauretta Hanson ‏          | Lidl–Trek (women's team) ‏ | + 11 ث        |               |
|               |                           |                           |               |               |
|               |                           |                           |               |               |

### مرحلة 2
هي مرحلة من نوع سباق زمن فردي، أقيمت في 18 يونيو 2023، وامتدّت لمسافة 25.7 كيلومتر. فاز بالمركز الأول، وتصدر الترتيب العام في نهاية المرحلة وترتيب النقاط مارلين رويسر، وتصدر ترتيب الفرق Trek-Segafredo Women 2023 ‏، وتصدر ترتيب النقاط للشباب Ruby Roseman-Gannon ‏، وتصدر ترتيب التسلق Elise Chabbey ‏.
| التصنيف العام | التصنيف العام        | التصنيف العام                       | التصنيف العام | التصنيف العام |
| المتسابقة     | المتسابقة            | الفريق                              | الوقت         |               |
| ------------- | -------------------- | ----------------------------------- | ------------- | ------------- |
| 1             | مارلين رويسر         | إس دي وركس ‏                         | 2 س 00 د 49 ث |               |
| 2             | ديمي فوليرينغ        | إس دي وركس ‏                         | + 9 ث         |               |
| 3             | إليسا ونغو بورغيني   | Lidl–Trek (women's team) ‏           | + 18 ث        |               |
| 4             | برودي شابمان         | Lidl–Trek (women's team) ‏           | + 1 د 25 ث    |               |
| 5             | Amber Kraak ‏         | جامبو فيسما للسيدات ‏                | + 1 د 39 ث    |               |
| 6             | Katarzyna Niewiadoma | كانيون–إس آر إيه إم ‏                | + 2 د 07 ث    |               |
| 7             | Ruby Roseman-Gannon ‏ | Liv AlUla Jayco ‏                    | + 2 د 08 ث    |               |
| 8             | Elise Chabbey ‏       | كانيون–إس آر إيه إم ‏                | + 2 د 12 ث    |               |
| 9             | جولييت لابوس         | فريق سنويب للسيدات ‏                 | + 2 د 13 ث    |               |
| 10            | Claire Steels ‏       | فريق كوجياس ميتلر لوك برو للدراجات ‏ | + 2 د 15 ث    |               |
|               |                      |                                     |               |               |
|               |                      |                                     |               |               |

### مرحلة 3
هي مرحلة جبلية، أقيمت في 19 يونيو 2023، وامتدّت لمسافة 120.8 كيلومتر. فاز بالمركز الأول Eleonora Gasparrini ‏، وتصدر ترتيب النقاط Blanka Vas ‏، وتصدر ترتيب التسلق Elise Chabbey ‏، وتصدر الترتيب العام في نهاية المرحلة مارلين رويسر، وتصدر ترتيب النقاط للشباب Victoire Berteau ‏، وتصدر ترتيب الفرق إس دي وركس 2023 ‏.
| التصنيف العام | التصنيف العام        | التصنيف العام                       | التصنيف العام | التصنيف العام |
| المتسابقة     | المتسابقة            | الفريق                              | الوقت         |               |
| ------------- | -------------------- | ----------------------------------- | ------------- | ------------- |
| 1             | مارلين رويسر         | إس دي وركس ‏                         | 5 س 05 د 01 ث |               |
| 2             | ديمي فوليرينغ        | إس دي وركس ‏                         | + 9 ث         |               |
| 3             | إليسا ونغو بورغيني   | Lidl–Trek (women's team) ‏           | + 18 ث        |               |
| 4             | برودي شابمان         | Lidl–Trek (women's team) ‏           | + 1 د 25 ث    |               |
| 5             | Amber Kraak ‏         | جامبو فيسما للسيدات ‏                | + 1 د 39 ث    |               |
| 6             | Katarzyna Niewiadoma | كانيون–إس آر إيه إم ‏                | + 2 د 07 ث    |               |
| 7             | Elise Chabbey ‏       | كانيون–إس آر إيه إم ‏                | + 2 د 12 ث    |               |
| 8             | Claire Steels ‏       | فريق كوجياس ميتلر لوك برو للدراجات ‏ | + 2 د 15 ث    |               |
| 9             | أرلينيس سيرا         | موفيستار للسيدات ‏                   | + 2 د 27 ث    |               |
| 10            | Olivia Baril ‏        | يو أي أيه تيم ‏                      | + 2 د 28 ث    |               |
|               |                      |                                     |               |               |
|               |                      |                                     |               |               |

### مرحلة 4
هي مرحلة جبلية، أقيمت في 20 يونيو 2023، وامتدّت لمسافة 100.8 كيلومتر. فاز بالمركز الأول، وتصدر ترتيب النقاط للشباب Niamh Fisher-Black ‏، وتصدر الترتيب العام في نهاية المرحلة وترتيب النقاط مارلين رويسر، وتصدر ترتيب الفرق إس دي وركس 2023 ‏، وتصدر ترتيب التسلق Elise Chabbey ‏.
| التصنيف العام | التصنيف العام        | التصنيف العام                       | التصنيف العام | التصنيف العام |
| المتسابقة     | المتسابقة            | الفريق                              | الوقت         |               |
| ------------- | -------------------- | ----------------------------------- | ------------- | ------------- |
| 1             | مارلين رويسر         | إس دي وركس ‏                         | 7 س 53 د 22 ث |               |
| 2             | ديمي فوليرينغ        | إس دي وركس ‏                         | + 1 د 02 ث    |               |
| 3             | إليسا ونغو بورغيني   | Lidl–Trek (women's team) ‏           | + 1 د 17 ث    |               |
| 4             | Katarzyna Niewiadoma | كانيون–إس آر إيه إم ‏                | + 1 د 24 ث    |               |
| 5             | Elise Chabbey ‏       | كانيون–إس آر إيه إم ‏                | + 3 د 35 ث    |               |
| 6             | Claire Steels ‏       | فريق كوجياس ميتلر لوك برو للدراجات ‏ | + 3 د 38 ث    |               |
| 7             | Urška Žigart ‏        | Liv AlUla Jayco ‏                    | + 4 د 21 ث    |               |
| 8             | Niamh Fisher-Black ‏  | إس دي وركس ‏                         | + 4 د 57 ث    |               |
| 9             | Amber Kraak ‏         | جامبو فيسما للسيدات ‏                | + 5 د 03 ث    |               |
| 10            | Églantine Rayer ‏     | فريق سنويب للسيدات ‏                 | + 5 د 12 ث    |               |
|               |                      |                                     |               |               |
|               |                      |                                     |               |               |

## المشاركون
| Lidl–Trek (women's team) ‏ TFS | Lidl–Trek (women's team) ‏ TFS  | Lidl–Trek (women's team) ‏ TFS |
| ----------------------------- | ------------------------------ | ----------------------------- |
| م                             | عداء                           | مرتبة                         |
| 1                             | لوسيندا براند                  | لم يكمل السباق-4              |
| 2                             | برودي شابمان (طريق)            | 16                            |
| 3                             | Lizzie Deignan                 | 38                            |
| 4                             | Lauretta Hanson ‏               | 35                            |
| 5                             | إليسا ونغو بورغيني (زمني فردي) | 3                             |
| 6                             | أماندا سبرات                   | 20                            |

| اركيا للسيدات ‏ ARK | اركيا للسيدات ‏ ARK     | اركيا للسيدات ‏ ARK |
| ------------------ | ---------------------- | ------------------ |
| م                  | عداء                   | مرتبة              |
| 11                 | Clara Emond ‏           | 29                 |
| 12                 | Megan Armitage ‏        | 78                 |
| 13                 | Maaike Coljé ‏          | 51                 |
| 14                 | Danielle De Francesco ‏ | 41                 |
| 15                 | Anastasiya Kolesava ‏   | 55                 |
| 16                 | Anaïs Morichon ‏        | لم يكمل السباق-3   |

| Born To Win–Zhiraf–G20 ‏ BTW | Born To Win–Zhiraf–G20 ‏ BTW | Born To Win–Zhiraf–G20 ‏ BTW |
| --------------------------- | --------------------------- | --------------------------- |
| م                           | عداء                        | مرتبة                       |
| 21                          | Sara Casasola ‏              | 45                          |
| 22                          | Zina Barhoumi ‏              | 75                          |
| 23                          | Lea Fuchs ‏                  | 54                          |
| 24                          | Marta Romance‏               | OTL-2                       |
| 25                          | Giorgia Serena‏              | OTL-2                       |
| 26                          | Ella Simpson‏                | لم يكمل السباق-3            |

| كانيون–إس آر إيه إم ‏ CSR | كانيون–إس آر إيه إم ‏ CSR              | كانيون–إس آر إيه إم ‏ CSR |
| ------------------------ | ------------------------------------- | ------------------------ |
| م                        | عداء                                  | مرتبة                    |
| 31                       | كاتارزينا نيفيادوما                   | 4                        |
| 32                       | Ricarda Bauernfeind ‏                  | لم يبدأ-3                |
| 33                       | Elise Chabbey ‏                        | 5                        |
| 34                       | تيفاني كرومويل                        | 42                       |
| 35                       | Pauliena Rooijakkers ‏                 | 22                       |
| 36                       | Agnieszka Skalniak-Sójka ‏ (زمني فردي) | 50                       |

| Cofidis Women Team ‏ COF | Cofidis Women Team ‏ COF | Cofidis Women Team ‏ COF |
| ----------------------- | ----------------------- | ----------------------- |
| م                       | عداء                    | مرتبة                   |
| 41                      | كلارا كوبينبرج          | 12                      |
| 42                      | Victoire Berteau ‏       | 31                      |
| 43                      | Flavie Boulais ‏         | 74                      |
| 44                      | Morgane Coston ‏         | لم يكمل السباق-4        |
| 45                      | فالنتاين فورتين         | لم يكمل السباق-4        |
| 46                      | Rachel Neylan ‏          | 46                      |

| بلانتور بورا سيلينج تيم ‏ FED | بلانتور بورا سيلينج تيم ‏ FED | بلانتور بورا سيلينج تيم ‏ FED |
| ---------------------------- | ---------------------------- | ---------------------------- |
| م                            | عداء                         | مرتبة                        |
| 51                           | Yara Kastelijn ‏              | لم يكمل السباق-2             |
| 52                           | Greta Marturano ‏             | 21                           |
| 53                           | Petra Stiasny ‏               | 19                           |
| 54                           | Julie Van de Velde ‏          | 13                           |
| 55                           | إنج فان دير هيدين            | 44                           |
| 56                           | صوفي رايت                    | لم يكمل السباق-4             |

| فريق كوجياس ميتلر لوك برو للدراجات ‏ CGS | فريق كوجياس ميتلر لوك برو للدراجات ‏ CGS | فريق كوجياس ميتلر لوك برو للدراجات ‏ CGS |
| --------------------------------------- | --------------------------------------- | --------------------------------------- |
| م                                       | عداء                                    | مرتبة                                   |
| 61                                      | Claire Steels ‏                          | 6                                       |
| 62                                      | كارولين باور (طريق)                     | لم يكمل السباق-4                        |
| 63                                      | Elena Hartmann ‏ (زمني فردي)             | 40                                      |
| 64                                      | آنا كيزنهوفر                            | لم يبدأ-3                               |
| 65                                      | إيلينا بيروني                           | 28                                      |
| 66                                      | Lara Vieceli ‏                           | لم يكمل السباق-3                        |

| ليف ريسينغ ‏ LIV | ليف ريسينغ ‏ LIV          | ليف ريسينغ ‏ LIV  |
| --------------- | ------------------------ | ---------------- |
| م               | عداء                     | مرتبة            |
| 71              | Marta Jaskulska ‏         | لم يبدأ-4        |
| 72              | Caroline Andersson ‏      | 27               |
| 73              | Valerie Demey ‏           | 73               |
| 74              | Tereza Neumanová ‏ (طريق) | 48               |
| 75              | Katia Ragusa ‏            | لم يكمل السباق-3 |
| 76              | Sabrina Stultiens ‏       | 67               |

| Maxx-Solar Rose Women Racing ‏ ___ | Maxx-Solar Rose Women Racing ‏ ___ | Maxx-Solar Rose Women Racing ‏ ___ |
| --------------------------------- | --------------------------------- | --------------------------------- |
| م                                 | عداء                              | مرتبة                             |
| 81                                | Lydia Wegemund‏                    | 76                                |
| 82                                | Leila Gschwentner ‏                | 81                                |
| 83                                | Lisa Kromm‏                        | 80                                |
| 84                                | Olivia Schoppe ‏                   | لم يكمل السباق-3                  |
| 85                                | Jette Simon ‏                      | 79                                |
| 86                                | Michelle Stark‏                    | لم يبدأ-2                         |

| موفيستار للسيدات ‏ MOV | موفيستار للسيدات ‏ MOV | موفيستار للسيدات ‏ MOV |
| --------------------- | --------------------- | --------------------- |
| م                     | عداء                  | مرتبة                 |
| 91                    | فلورتجي ماكايج        | 37                    |
| 92                    | Katrine Aalerud ‏      | 30                    |
| 93                    | سارا مارتين           | 72                    |
| 94                    | Paula Patiño ‏         | 34                    |
| 95                    | أرلينيس سيرا (طريق)   | 18                    |

| شارينت ماريتايم سيلينج للسيدات ‏ CMW | شارينت ماريتايم سيلينج للسيدات ‏ CMW | شارينت ماريتايم سيلينج للسيدات ‏ CMW |
| ----------------------------------- | ----------------------------------- | ----------------------------------- |
| م                                   | عداء                                | مرتبة                               |
| 101                                 | Lotte Claes ‏                        | 25                                  |
| 102                                 | Noémie Abgrall ‏                     | لم يكمل السباق-4                    |
| 103                                 | Marine Allione ‏                     | لم يكمل السباق-3                    |
| 104                                 | Floraine Bernard‏                    | OTL-2                               |
| 105                                 | Natalie Grinczer ‏                   | 24                                  |
| 106                                 | Maëva Squiban ‏                      | 70                                  |

| تيم كوب هايتك بوردكتس ‏ HPU | تيم كوب هايتك بوردكتس ‏ HPU | تيم كوب هايتك بوردكتس ‏ HPU |
| -------------------------- | -------------------------- | -------------------------- |
| م                          | عداء                       | مرتبة                      |
| 111                        | Sigrid Ytterhus Haugset ‏   | 39                         |
| 112                        | Stine Dale ‏                | 63                         |
| 113                        | India Grangier ‏            | لم يكمل السباق-3           |
| 114                        | Kerry Jonker ‏              | لم يكمل السباق-3           |
| 115                        | Tiril Jørgensen ‏           | 64                         |

| فريق سنويب للسيدات ‏ DSM | فريق سنويب للسيدات ‏ DSM | فريق سنويب للسيدات ‏ DSM |
| ----------------------- | ----------------------- | ----------------------- |
| م                       | عداء                    | مرتبة                   |
| 121                     | جولييت لابوس            | لم يكمل السباق-3        |
| 122                     | Francesca Barale ‏       | 32                      |
| 123                     | Eleonora Ciabocco ‏      | 52                      |
| 124                     | Églantine Rayer ‏        | 10                      |
| 125                     | Becky Storrie ‏          | 65                      |
| 126                     | Nienke Vinke ‏           | 60                      |

| Grand Est-Komugi-La Fabrique‏ GEK | Grand Est-Komugi-La Fabrique‏ GEK | Grand Est-Komugi-La Fabrique‏ GEK |
| -------------------------------- | -------------------------------- | -------------------------------- |
| م                                | عداء                             | مرتبة                            |
| 131                              | Fabienne Buri ‏                   | لم يكمل السباق-3                 |
| 132                              | Solbjørk Minke Anderson ‏         | 56                               |
| 133                              | Eyeru Tesfoam Gebru ‏             | 69                               |
| 134                              | Léa Stern‏                        | لم يكمل السباق-2                 |
| 135                              | FRA                              | 47                               |
| 136                              | فرناندا يابورا (زمني فردي)       | 53                               |

| Liv AlUla Jayco ‏ BEX | Liv AlUla Jayco ‏ BEX      | Liv AlUla Jayco ‏ BEX |
| -------------------- | ------------------------- | -------------------- |
| م                    | عداء                      | مرتبة                |
| 141                  | Alexandra Manly ‏          | 43                   |
| 142                  | جيسيكا ألين               | 77                   |
| 143                  | جورجيا بيكر               | 71                   |
| 144                  | Ruby Roseman-Gannon ‏      | 15                   |
| 145                  | Chelsie Tan‏               | لم يكمل السباق-3     |
| 146                  | Urška Žigart ‏ (زمني فردي) | 7                    |

| إس دي وركس ‏ SDW | إس دي وركس ‏ SDW                | إس دي وركس ‏ SDW  |
| --------------- | ------------------------------ | ---------------- |
| م               | عداء                           | مرتبة            |
| 151             | ديمي فوليرينغ                  | 2                |
| 152             | إيلينا سيتشيني                 | 66               |
| 153             | Niamh Fisher-Black ‏            | 8                |
| 154             | مارلين رويسر (زمني فردي)       | 1                |
| 155             | Marie Schreiber ‏               | لم يكمل السباق-4 |
| 156             | Blanka Vas ‏ (طريق و زمني فردي) | 33               |

| يو أي أيه تيم ‏ UAD | يو أي أيه تيم ‏ UAD   | يو أي أيه تيم ‏ UAD |
| ------------------ | -------------------- | ------------------ |
| م                  | عداء                 | مرتبة              |
| 161                | مارتا باستيانيلي     | لم يكمل السباق-4   |
| 162                | ألينا أمياليوسيك     | 49                 |
| 163                | Olivia Baril ‏        | 11                 |
| 164                | يوجينة بوجاك (طريق)  | 59                 |
| 165                | Eleonora Gasparrini ‏ | 14                 |
| 166                | Mikayla Harvey ‏      | 23                 |

| دبليو سي سي تيم ‏ WCC | دبليو سي سي تيم ‏ WCC | دبليو سي سي تيم ‏ WCC |
| -------------------- | -------------------- | -------------------- |
| م                    | عداء                 | مرتبة                |
| 171                  | Maude Le Roux‏        | 58                   |
| 172                  | Natalia Franco‏       | 61                   |
| 173                  | Selam Amha ‏          | 62                   |
| 174                  | Dziyana Lebedz‏       | لم يكمل السباق-1     |
| 175                  | Jasmin Liechti ‏      | 68                   |
| 176                  | Luciana Roland‏       | OTL-2                |

| جامبو فيسما للسيدات ‏ TJV | جامبو فيسما للسيدات ‏ TJV | جامبو فيسما للسيدات ‏ TJV |
| ------------------------ | ------------------------ | ------------------------ |
| م                        | عداء                     | مرتبة                    |
| 181                      | Amber Kraak ‏             | 9                        |
| 182                      | كارلين آختيريكته         | 57                       |
| 183                      | Kim Cadzow ‏              | 17                       |
| 184                      | Rosita Reijnhout ‏        | 36                       |
| 185                      | Eva van Agt ‏             | 26                       |
| 186                      | Nienke Veenhoven ‏        | OTL-2                    |

| Lidl–Trek (women's team) ‏ TFS | Lidl–Trek (women's team) ‏ TFS  | Lidl–Trek (women's team) ‏ TFS |
| ----------------------------- | ------------------------------ | ----------------------------- |
| م                             | عداء                           | مرتبة                         |
| 1                             | لوسيندا براند                  | لم يكمل السباق-4              |
| 2                             | برودي شابمان (طريق)            | 16                            |
| 3                             | Lizzie Deignan                 | 38                            |
| 4                             | Lauretta Hanson ‏               | 35                            |
| 5                             | إليسا ونغو بورغيني (زمني فردي) | 3                             |
| 6                             | أماندا سبرات                   | 20                            |

| اركيا للسيدات ‏ ARK | اركيا للسيدات ‏ ARK     | اركيا للسيدات ‏ ARK |
| ------------------ | ---------------------- | ------------------ |
| م                  | عداء                   | مرتبة              |
| 11                 | Clara Emond ‏           | 29                 |
| 12                 | Megan Armitage ‏        | 78                 |
| 13                 | Maaike Coljé ‏          | 51                 |
| 14                 | Danielle De Francesco ‏ | 41                 |
| 15                 | Anastasiya Kolesava ‏   | 55                 |
| 16                 | Anaïs Morichon ‏        | لم يكمل السباق-3   |

| Born To Win–Zhiraf–G20 ‏ BTW | Born To Win–Zhiraf–G20 ‏ BTW | Born To Win–Zhiraf–G20 ‏ BTW |
| --------------------------- | --------------------------- | --------------------------- |
| م                           | عداء                        | مرتبة                       |
| 21                          | Sara Casasola ‏              | 45                          |
| 22                          | Zina Barhoumi ‏              | 75                          |
| 23                          | Lea Fuchs ‏                  | 54                          |
| 24                          | Marta Romance‏               | OTL-2                       |
| 25                          | Giorgia Serena‏              | OTL-2                       |
| 26                          | Ella Simpson‏                | لم يكمل السباق-3            |

| كانيون–إس آر إيه إم ‏ CSR | كانيون–إس آر إيه إم ‏ CSR              | كانيون–إس آر إيه إم ‏ CSR |
| ------------------------ | ------------------------------------- | ------------------------ |
| م                        | عداء                                  | مرتبة                    |
| 31                       | كاتارزينا نيفيادوما                   | 4                        |
| 32                       | Ricarda Bauernfeind ‏                  | لم يبدأ-3                |
| 33                       | Elise Chabbey ‏                        | 5                        |
| 34                       | تيفاني كرومويل                        | 42                       |
| 35                       | Pauliena Rooijakkers ‏                 | 22                       |
| 36                       | Agnieszka Skalniak-Sójka ‏ (زمني فردي) | 50                       |

| Cofidis Women Team ‏ COF | Cofidis Women Team ‏ COF | Cofidis Women Team ‏ COF |
| ----------------------- | ----------------------- | ----------------------- |
| م                       | عداء                    | مرتبة                   |
| 41                      | كلارا كوبينبرج          | 12                      |
| 42                      | Victoire Berteau ‏       | 31                      |
| 43                      | Flavie Boulais ‏         | 74                      |
| 44                      | Morgane Coston ‏         | لم يكمل السباق-4        |
| 45                      | فالنتاين فورتين         | لم يكمل السباق-4        |
| 46                      | Rachel Neylan ‏          | 46                      |

| بلانتور بورا سيلينج تيم ‏ FED | بلانتور بورا سيلينج تيم ‏ FED | بلانتور بورا سيلينج تيم ‏ FED |
| ---------------------------- | ---------------------------- | ---------------------------- |
| م                            | عداء                         | مرتبة                        |
| 51                           | Yara Kastelijn ‏              | لم يكمل السباق-2             |
| 52                           | Greta Marturano ‏             | 21                           |
| 53                           | Petra Stiasny ‏               | 19                           |
| 54                           | Julie Van de Velde ‏          | 13                           |
| 55                           | إنج فان دير هيدين            | 44                           |
| 56                           | صوفي رايت                    | لم يكمل السباق-4             |

| فريق كوجياس ميتلر لوك برو للدراجات ‏ CGS | فريق كوجياس ميتلر لوك برو للدراجات ‏ CGS | فريق كوجياس ميتلر لوك برو للدراجات ‏ CGS |
| --------------------------------------- | --------------------------------------- | --------------------------------------- |
| م                                       | عداء                                    | مرتبة                                   |
| 61                                      | Claire Steels ‏                          | 6                                       |
| 62                                      | كارولين باور (طريق)                     | لم يكمل السباق-4                        |
| 63                                      | Elena Hartmann ‏ (زمني فردي)             | 40                                      |
| 64                                      | آنا كيزنهوفر                            | لم يبدأ-3                               |
| 65                                      | إيلينا بيروني                           | 28                                      |
| 66                                      | Lara Vieceli ‏                           | لم يكمل السباق-3                        |

| ليف ريسينغ ‏ LIV | ليف ريسينغ ‏ LIV          | ليف ريسينغ ‏ LIV  |
| --------------- | ------------------------ | ---------------- |
| م               | عداء                     | مرتبة            |
| 71              | Marta Jaskulska ‏         | لم يبدأ-4        |
| 72              | Caroline Andersson ‏      | 27               |
| 73              | Valerie Demey ‏           | 73               |
| 74              | Tereza Neumanová ‏ (طريق) | 48               |
| 75              | Katia Ragusa ‏            | لم يكمل السباق-3 |
| 76              | Sabrina Stultiens ‏       | 67               |

| Maxx-Solar Rose Women Racing ‏ ___ | Maxx-Solar Rose Women Racing ‏ ___ | Maxx-Solar Rose Women Racing ‏ ___ |
| --------------------------------- | --------------------------------- | --------------------------------- |
| م                                 | عداء                              | مرتبة                             |
| 81                                | Lydia Wegemund‏                    | 76                                |
| 82                                | Leila Gschwentner ‏                | 81                                |
| 83                                | Lisa Kromm‏                        | 80                                |
| 84                                | Olivia Schoppe ‏                   | لم يكمل السباق-3                  |
| 85                                | Jette Simon ‏                      | 79                                |
| 86                                | Michelle Stark‏                    | لم يبدأ-2                         |

| موفيستار للسيدات ‏ MOV | موفيستار للسيدات ‏ MOV | موفيستار للسيدات ‏ MOV |
| --------------------- | --------------------- | --------------------- |
| م                     | عداء                  | مرتبة                 |
| 91                    | فلورتجي ماكايج        | 37                    |
| 92                    | Katrine Aalerud ‏      | 30                    |
| 93                    | سارا مارتين           | 72                    |
| 94                    | Paula Patiño ‏         | 34                    |
| 95                    | أرلينيس سيرا (طريق)   | 18                    |

| شارينت ماريتايم سيلينج للسيدات ‏ CMW | شارينت ماريتايم سيلينج للسيدات ‏ CMW | شارينت ماريتايم سيلينج للسيدات ‏ CMW |
| ----------------------------------- | ----------------------------------- | ----------------------------------- |
| م                                   | عداء                                | مرتبة                               |
| 101                                 | Lotte Claes ‏                        | 25                                  |
| 102                                 | Noémie Abgrall ‏                     | لم يكمل السباق-4                    |
| 103                                 | Marine Allione ‏                     | لم يكمل السباق-3                    |
| 104                                 | Floraine Bernard‏                    | OTL-2                               |
| 105                                 | Natalie Grinczer ‏                   | 24                                  |
| 106                                 | Maëva Squiban ‏                      | 70                                  |

| تيم كوب هايتك بوردكتس ‏ HPU | تيم كوب هايتك بوردكتس ‏ HPU | تيم كوب هايتك بوردكتس ‏ HPU |
| -------------------------- | -------------------------- | -------------------------- |
| م                          | عداء                       | مرتبة                      |
| 111                        | Sigrid Ytterhus Haugset ‏   | 39                         |
| 112                        | Stine Dale ‏                | 63                         |
| 113                        | India Grangier ‏            | لم يكمل السباق-3           |
| 114                        | Kerry Jonker ‏              | لم يكمل السباق-3           |
| 115                        | Tiril Jørgensen ‏           | 64                         |

| فريق سنويب للسيدات ‏ DSM | فريق سنويب للسيدات ‏ DSM | فريق سنويب للسيدات ‏ DSM |
| ----------------------- | ----------------------- | ----------------------- |
| م                       | عداء                    | مرتبة                   |
| 121                     | جولييت لابوس            | لم يكمل السباق-3        |
| 122                     | Francesca Barale ‏       | 32                      |
| 123                     | Eleonora Ciabocco ‏      | 52                      |
| 124                     | Églantine Rayer ‏        | 10                      |
| 125                     | Becky Storrie ‏          | 65                      |
| 126                     | Nienke Vinke ‏           | 60                      |

| Grand Est-Komugi-La Fabrique‏ GEK | Grand Est-Komugi-La Fabrique‏ GEK | Grand Est-Komugi-La Fabrique‏ GEK |
| -------------------------------- | -------------------------------- | -------------------------------- |
| م                                | عداء                             | مرتبة                            |
| 131                              | Fabienne Buri ‏                   | لم يكمل السباق-3                 |
| 132                              | Solbjørk Minke Anderson ‏         | 56                               |
| 133                              | Eyeru Tesfoam Gebru ‏             | 69                               |
| 134                              | Léa Stern‏                        | لم يكمل السباق-2                 |
| 135                              | FRA                              | 47                               |
| 136                              | فرناندا يابورا (زمني فردي)       | 53                               |

| Liv AlUla Jayco ‏ BEX | Liv AlUla Jayco ‏ BEX      | Liv AlUla Jayco ‏ BEX |
| -------------------- | ------------------------- | -------------------- |
| م                    | عداء                      | مرتبة                |
| 141                  | Alexandra Manly ‏          | 43                   |
| 142                  | جيسيكا ألين               | 77                   |
| 143                  | جورجيا بيكر               | 71                   |
| 144                  | Ruby Roseman-Gannon ‏      | 15                   |
| 145                  | Chelsie Tan‏               | لم يكمل السباق-3     |
| 146                  | Urška Žigart ‏ (زمني فردي) | 7                    |

| إس دي وركس ‏ SDW | إس دي وركس ‏ SDW                | إس دي وركس ‏ SDW  |
| --------------- | ------------------------------ | ---------------- |
| م               | عداء                           | مرتبة            |
| 151             | ديمي فوليرينغ                  | 2                |
| 152             | إيلينا سيتشيني                 | 66               |
| 153             | Niamh Fisher-Black ‏            | 8                |
| 154             | مارلين رويسر (زمني فردي)       | 1                |
| 155             | Marie Schreiber ‏               | لم يكمل السباق-4 |
| 156             | Blanka Vas ‏ (طريق و زمني فردي) | 33               |

| يو أي أيه تيم ‏ UAD | يو أي أيه تيم ‏ UAD   | يو أي أيه تيم ‏ UAD |
| ------------------ | -------------------- | ------------------ |
| م                  | عداء                 | مرتبة              |
| 161                | مارتا باستيانيلي     | لم يكمل السباق-4   |
| 162                | ألينا أمياليوسيك     | 49                 |
| 163                | Olivia Baril ‏        | 11                 |
| 164                | يوجينة بوجاك (طريق)  | 59                 |
| 165                | Eleonora Gasparrini ‏ | 14                 |
| 166                | Mikayla Harvey ‏      | 23                 |

| دبليو سي سي تيم ‏ WCC | دبليو سي سي تيم ‏ WCC | دبليو سي سي تيم ‏ WCC |
| -------------------- | -------------------- | -------------------- |
| م                    | عداء                 | مرتبة                |
| 171                  | Maude Le Roux‏        | 58                   |
| 172                  | Natalia Franco‏       | 61                   |
| 173                  | Selam Amha ‏          | 62                   |
| 174                  | Dziyana Lebedz‏       | لم يكمل السباق-1     |
| 175                  | Jasmin Liechti ‏      | 68                   |
| 176                  | Luciana Roland‏       | OTL-2                |

| جامبو فيسما للسيدات ‏ TJV | جامبو فيسما للسيدات ‏ TJV | جامبو فيسما للسيدات ‏ TJV |
| ------------------------ | ------------------------ | ------------------------ |
| م                        | عداء                     | مرتبة                    |
| 181                      | Amber Kraak ‏             | 9                        |
| 182                      | كارلين آختيريكته         | 57                       |
| 183                      | Kim Cadzow ‏              | 17                       |
| 184                      | Rosita Reijnhout ‏        | 36                       |
| 185                      | Eva van Agt ‏             | 26                       |
| 186                      | Nienke Veenhoven ‏        | OTL-2                    |

## التصنيف العام النهائي
| التصنيف العام | التصنيف العام        | التصنيف العام                       | التصنيف العام | التصنيف العام |
| المتسابقة     | المتسابقة            | الفريق                              | الوقت         |               |
| ------------- | -------------------- | ----------------------------------- | ------------- | ------------- |
| 1             | مارلين رويسر         | إس دي وركس ‏                         | 7 س 53 د 22 ث |               |
| 2             | ديمي فوليرينغ        | إس دي وركس ‏                         | + 1 د 02 ث    |               |
| 3             | إليسا ونغو بورغيني   | Lidl–Trek (women's team) ‏           | + 1 د 17 ث    |               |
| 4             | Katarzyna Niewiadoma | كانيون–إس آر إيه إم ‏                | + 1 د 24 ث    |               |
| 5             | Elise Chabbey ‏       | كانيون–إس آر إيه إم ‏                | + 3 د 35 ث    |               |
| 6             | Claire Steels ‏       | فريق كوجياس ميتلر لوك برو للدراجات ‏ | + 3 د 38 ث    |               |
| 7             | Urška Žigart ‏        | Liv AlUla Jayco ‏                    | + 4 د 21 ث    |               |
| 8             | Niamh Fisher-Black ‏  | إس دي وركس ‏                         | + 4 د 57 ث    |               |
| 9             | Amber Kraak ‏         | جامبو فيسما للسيدات ‏                | + 5 د 03 ث    |               |
| 10            | Églantine Rayer ‏     | فريق سنويب للسيدات ‏                 | + 5 د 12 ث    |               |
|               |                      |                                     |               |               |
|               |                      |                                     |               |               |

### تصنيف النقاط
| تصنيف النقاط | تصنيف النقاط         | تصنيف النقاط              | تصنيف النقاط | تصنيف النقاط |
| المتسابقة    | المتسابقة            | الفريق                    | النقاط       |              |
| ------------ | -------------------- | ------------------------- | ------------ | ------------ |
| 1            | مارلين رويسر         | إس دي وركس ‏               | 21 نقطة      |              |
| 2            | Blanka Vas ‏          | إس دي وركس ‏               | 20 نقطة      |              |
| 3            | Eleonora Gasparrini ‏ | يو أي أيه تيم ‏            | 18 نقطة      |              |
| 4            | ديمي فوليرينغ        | إس دي وركس ‏               | 17 نقطة      |              |
| 5            | Niamh Fisher-Black ‏  | إس دي وركس ‏               | 16 نقطة      |              |
| 6            | Katarzyna Niewiadoma | كانيون–إس آر إيه إم ‏      | 16 نقطة      |              |
| 7            | أرلينيس سيرا         | موفيستار للسيدات ‏         | 16 نقطة      |              |
| 8            | Elise Chabbey ‏       | كانيون–إس آر إيه إم ‏      | 12 نقطة      |              |
| 9            | إليسا ونغو بورغيني   | Lidl–Trek (women's team) ‏ | 8 نقطة       |              |
| 10           | Tereza Neumanová ‏    | ليف ريسينغ ‏               | 6 نقطة       |              |
|              |                      |                           |              |              |
|              |                      |                           |              |              |

### تصنيف الجبال
| تصنيف الجبال | تصنيف الجبال         | تصنيف الجبال              | تصنيف الجبال | تصنيف الجبال |
| المتسابقة    | المتسابقة            | الفريق                    | النقاط       |              |
| ------------ | -------------------- | ------------------------- | ------------ | ------------ |
| 1            | Elise Chabbey ‏       | كانيون–إس آر إيه إم ‏      | 21 نقطة      |              |
| 2            | Julie Van de Velde ‏  | بلانتور بورا سيلينج تيم ‏  | 18 نقطة      |              |
| 3            | Katarzyna Niewiadoma | كانيون–إس آر إيه إم ‏      | 18 نقطة      |              |
| 4            | ديمي فوليرينغ        | إس دي وركس ‏               | 9 نقطة       |              |
| 5            | Églantine Rayer ‏     | فريق سنويب للسيدات ‏       | 9 نقطة       |              |
| 6            | أماندا سبرات         | Lidl–Trek (women's team) ‏ | 8 نقطة       |              |
| 7            | مارلين رويسر         | إس دي وركس ‏               | 7 نقطة       |              |
| 8            | Niamh Fisher-Black ‏  | إس دي وركس ‏               | 7 نقطة       |              |
| 9            | Urška Žigart ‏        | Liv AlUla Jayco ‏          | 6 نقطة       |              |
| 10           | Rosita Reijnhout ‏    | جامبو فيسما للسيدات ‏      | 6 نقطة       |              |
|              |                      |                           |              |              |
|              |                      |                           |              |              |

## تصنيف الفرق

### الفرق حسب الوقت
| تصنيف الفرق حسب الوقت | تصنيف الفرق حسب الوقت               | تصنيف الفرق حسب الوقت | تصنيف الفرق حسب الوقت |
| الفريق                | الفريق                              | الوقت                 |                       |
| --------------------- | ----------------------------------- | --------------------- | --------------------- |
| 1                     | إس دي وركس ‏                         | 23 س 44 د 51 ث        |                       |
| 2                     | كانيون–إس آر إيه إم ‏                | + 9 د 40 ث            |                       |
| 3                     | Lidl–Trek (women's team) ‏           | + 13 د 08 ث           |                       |
| 4                     | بلانتور بورا سيلينج تيم ‏            | + 16 د 09 ث           |                       |
| 5                     | يو أي أيه تيم ‏                      | + 17 د 37 ث           |                       |
| 6                     | جامبو فيسما للسيدات ‏                | + 19 د 13 ث           |                       |
| 7                     | Liv AlUla Jayco ‏                    | + 23 د 50 ث           |                       |
| 8                     | فريق سنويب للسيدات ‏                 | + 24 د 46 ث           |                       |
| 9                     | فريق كوجياس ميتلر لوك برو للدراجات ‏ | + 25 د 25 ث           |                       |
| 10                    | موفيستار للسيدات ‏                   | + 29 د 17 ث           |                       |
|                       |                                     |                       |                       |
|                       |                                     |                       |                       |

## تصانيف فرعية

### تصنيف أفضل شاب
| تصنيف أفضل شابة | تصنيف أفضل شابة      | تصنيف أفضل شابة                     | تصنيف أفضل شابة | تصنيف أفضل شابة |
| المتسابقة       | المتسابقة            | الفريق                              | الوقت           |                 |
| --------------- | -------------------- | ----------------------------------- | --------------- | --------------- |
| 1               | Niamh Fisher-Black ‏  | إس دي وركس ‏                         | 7 س 58 د 19 ث   |                 |
| 2               | Églantine Rayer ‏     | فريق سنويب للسيدات ‏                 | + 15 ث          |                 |
| 3               | Eleonora Gasparrini ‏ | يو أي أيه تيم ‏                      | + 1 د 32 ث      |                 |
| 4               | Ruby Roseman-Gannon ‏ | Liv AlUla Jayco ‏                    | + 1 د 47 ث      |                 |
| 5               | Kim Cadzow ‏          | جامبو فيسما للسيدات ‏                | + 2 د 23 ث      |                 |
| 6               | Petra Stiasny ‏       | بلانتور بورا سيلينج تيم ‏            | + 4 د 02 ث      |                 |
| 7               | Greta Marturano ‏     | بلانتور بورا سيلينج تيم ‏            | + 4 د 49 ث      |                 |
| 8               | Mikayla Harvey ‏      | يو أي أيه تيم ‏                      | + 5 د 10 ث      |                 |
| 9               | Caroline Andersson ‏  | ليف ريسينغ ‏                         | + 7 د 00 ث      |                 |
| 10              | إيلينا بيروني        | فريق كوجياس ميتلر لوك برو للدراجات ‏ | + 7 د 17 ث      |                 |
|                 |                      |                                     |                 |                 |
|                 |                      |                                     |                 |                 |